# Церковь Святого Креста (Нин)
Церковь Святого Креста (хорв. Crkva svetog Križa) — хорватская дороманская крестово-купольная католическая церковь в городе Нин. Время строительства церкви относят к IX веку.
Согласно теории историка искусств Младена Пеяковича, конструкция церкви имеет намеренно несбалансированную эллиптическую форму, как бы следующую за движением солнца и сохраняющую функциональность календаря и солнечных часов.
В первое время своего существования, в бытность княжества Приморская Хорватия, церковь использовалась как княжеская часовня располагавшимся рядом двором правителя.
На дверной перекладине вырезана надпись IX века, упоминающая хорватского жупана Годечая (župan "Godečaj").
Местная традиция называет её «самым маленьким собором мира»,, однако она не является в нынешнее время резиденцией епископа Нина.

## Галерея

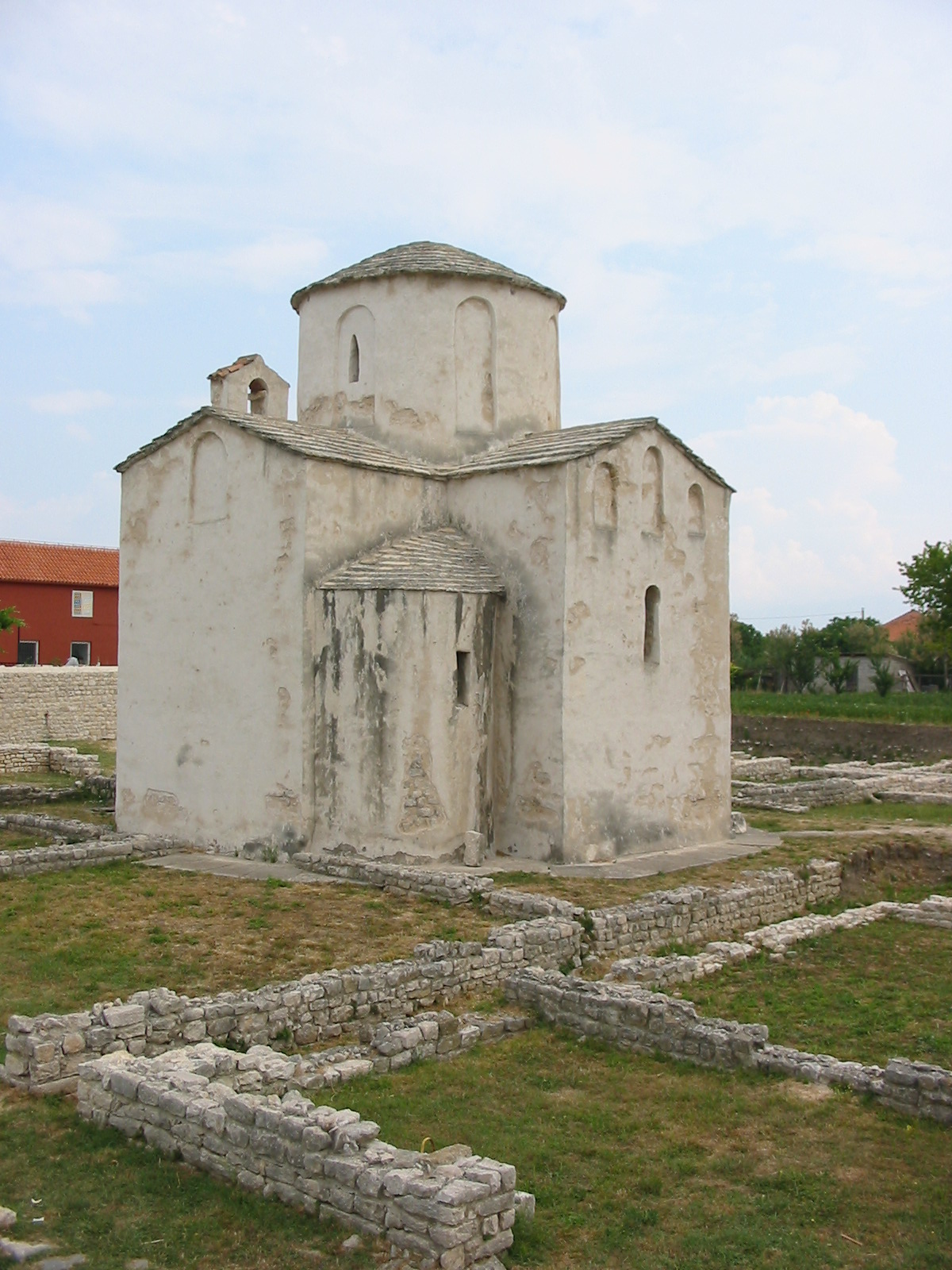
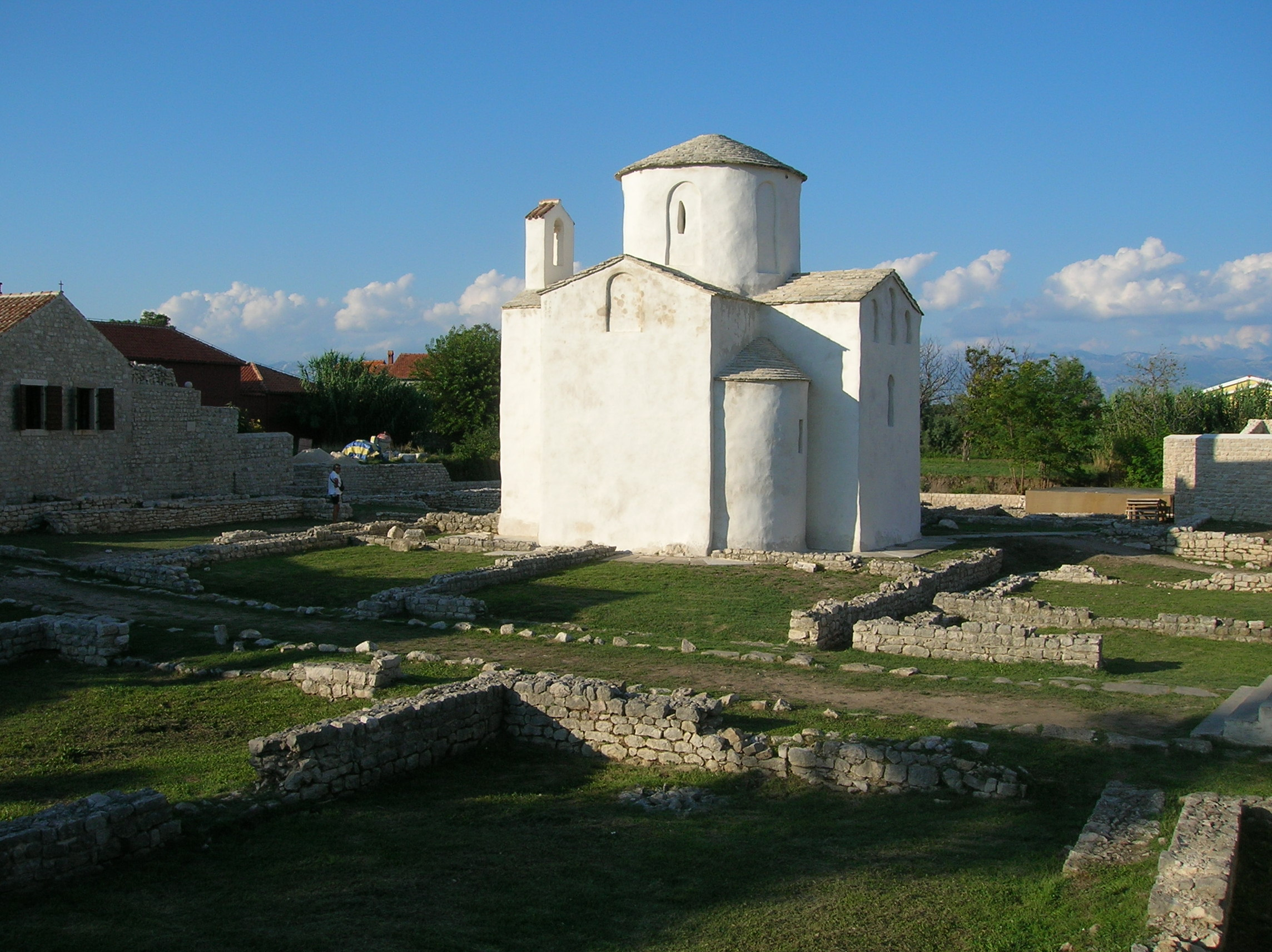
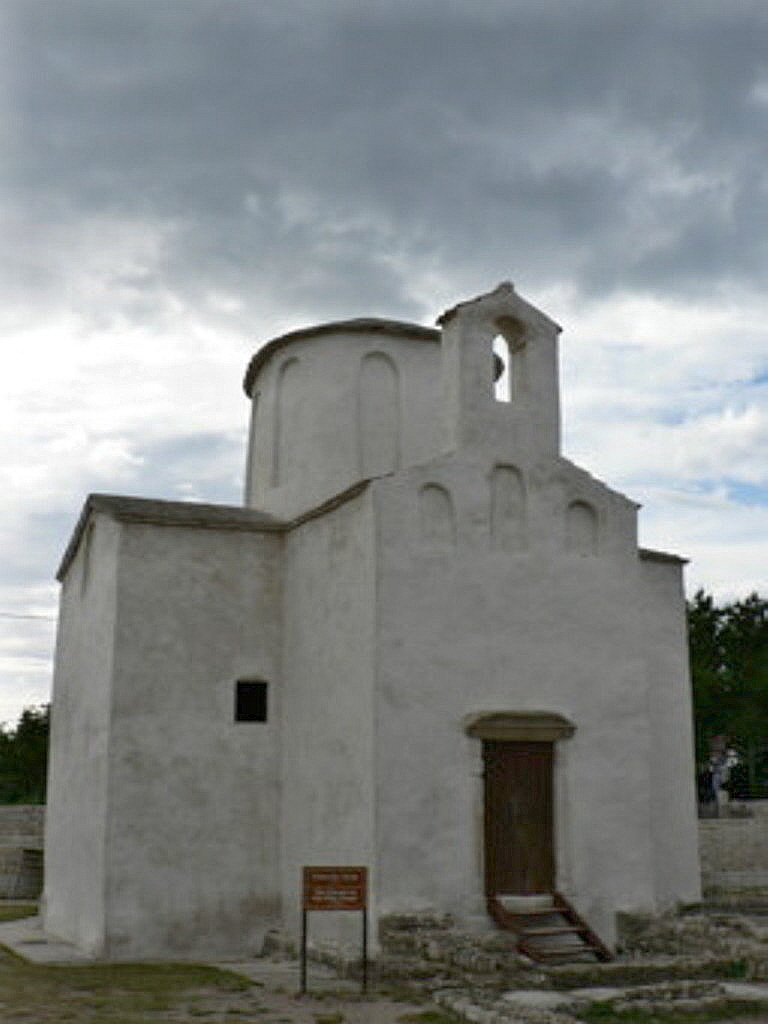
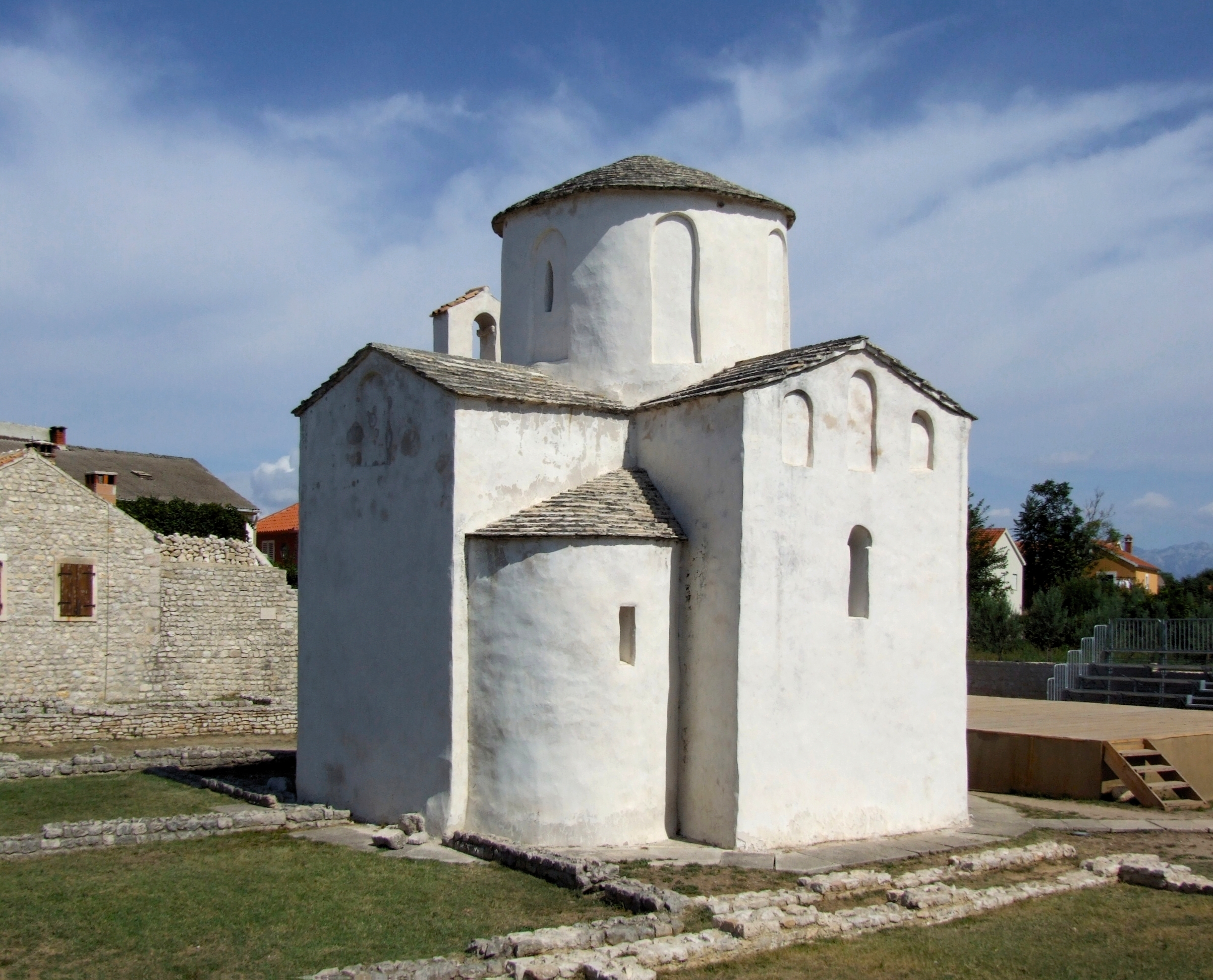
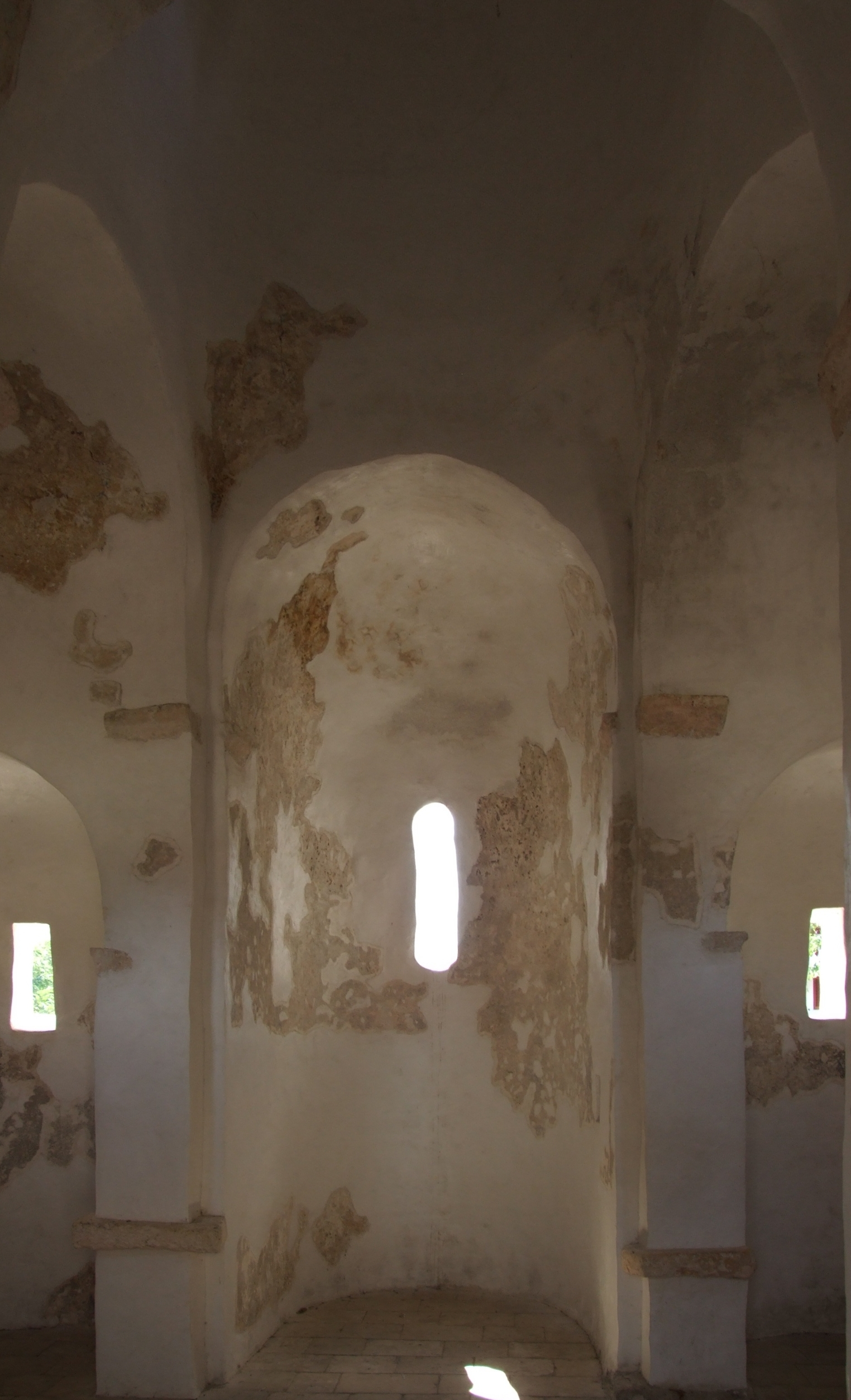